# III. Керюлети
«III. Керюлети» (венг. III. Kerületi TVE) — венгерский футбольный клуб из города Будапешт, базируется в районе Обуда. Является одним из старейших спортивных клубов с секциями футбола в Венгрии, основан в 1887 году.

## История

### Хронология имен
- 1887 :III. kerületi Torna és Vívó Egylet (TVE)
- 1926 :III. Kerületi Torna és Vívó és Atlétikai (TVAC) (fuzja z Vívó és Atlétikai Club)
- 1927 :III. Kerület FC
- 1937 :III. kerületi TVE
- 1941 :III. Kerületi Árpád
- 1942 :Árpád Magyar Országos Véderő Egylet Óbudai Torna Egylet (ÁMOVE ÓTE) (połączenie z Óbudai TE)
- 1943 :OTE-III. Kerület
- 1945 :III. ker. MaDISz TVE
- 1946 :III. Kerületi TVE
- 1949 :III. ker. Textilmunkás
- 1951 :III. Kerületi Vörös Lobogó SK
- 1952 :Vörös Lobogó Textilfestő
- 1957 :III. Kerületi TVE
- 1959 :III. ker. Textilfestő Torna és Vívó Egylet
- 1965 :III. Kerületi Textilfestő
- 1966 :III. Kerületi TTVE
- 1991 :III. Kerületi TVE
- 1998 :III. Kerületi FC
- 2000 :III. Kerületi TVE
- 2002 :III. Kerületi Testnevelési Utánpótlás Egyesület (TUE)

### Основание клуба
Клуб был основан 24 января 1887 года под названием III. kerületi Torna és Vívó Egyle. Таким образом он является третьим старейшим клубом в Венгрии — после клубов Nagykanizsai TE 1866 и «Уйпешта». Клуб был создан в ответ на растущий интерес населения города к спортивному образу жизни. Изначально основными спортивными секциями клуба являлись фехтование и легкая атлетика. Одновременно развивалась и секция футбола, которая принесла клубу наибольшую популярность. Развитие секции футбола началось в полной мере после присоединения к клубу части клуба Budai Football Csapat.

### Начало XX века
С 1902 года клуб участвовал в розыгрыше второй лиги чемпионата Венгрии, находясь в каждом из сыгранных сезонов в верхней части таблицы. Путевку в первую лигу удалось получить только в сезоне 1911/12 годов. Дебютный сезон в первой лиге завершился, неудачно и клуб вылетел во вторую лигу, заняв последнее десятое место. Ещё один выход в элитный дивизион был завоеван на следующий год, в сезоне 1913/1914 годов, и клуб занял девятое место в чемпионате.
Во время Первой мировой войны клуб участвовал в любительских турнирах в Венгрии.
В 1920-е годы были лучшим периодом в турнирной истории клуба. В 1920—1929 годы клуб трижды занимал 4-е место и три раза 5-е место в первой лиге. В сезоне 1930/31 клуб выиграл Кубок Венгрии, в финале победив «Ференцварош» (4:1). В 30-е годы клуб уже не достигал таких хороших результатов как в предыдущей декаде. Кульминацией спада стало 13 место в сезоне 1936/37 и последующее падения сразу к третьей лиги.

### Период после Второй мировой войны
В 1942 году, выступая под названием III. Kerületi Árpád клуб взял к себе футбольную секцию другой клуба из района Обуда — Óbudai Torna Egylet. В том же году клуб стал одним из спортивных органов, которые оказались в структурах фашистской группировки MOVE (Magyar Országos Véderő Egylet — Венгерской Ассоциации Национальной Обороны) и сменил название на Árpád Magyar Országos Véderő Egylet Óbudai Torna Egylet (MOVE ÓTE).
После окончания Второй мировой войны, клуб был включен в структуру MaDISz (Magyar Demokratikus Ifjúsági Szövetség — Венгерской Ассоциации Демократической Молодежи) и выступал в течение года под названием III. ker. MaDISz TVE.
В последующие годы клуб был включен в структуру государственных предприятий текстильной промышленности и управления государственной безопасности — AVH.
Изменения не повлияли, однако, на спортивные успехи клуба. После падения в сезоне 1936/37 клуб играл во второй, третьей и четвёртой лиге Венгрии.

### В последние годы
В высший дивизион команда вернулась только в сезоне 1996/97 годов, который завершила на 15 месте. В двух поединках с клубом «Диошдьёр» за сохранение места в высшем дивизионе клуб потерпел поражение и в очередной раз вылетел во второй дивизион. Через год команде снова удалось получить путевку в высшую лигу, однако на этот раз клуб закончил сезон на последнем, 18 месте, будучи в течение сезона худшей командой в лиге. После сезона 1999/00 годов, проведенного во второй лиге, клуб приостановил на два сезона деятельность футбольной секции.
После перерыва клуб вернулся к соревнованиям и стал выступать в 5-м по уровню дивизионе Венгрии. Сезон 2017—2018 года команда закончила на 5 месте в третьей лиге венгерского чемпионата.

## Достижения
- Обладатель Кубка Венгрии  :1930/31
- Выступления в высшем дивизионе Венгрии (25 сезонов)  :1911/12, 1913/14, 1916 / 17-1936 / 37, 1996/97, 1998/99